# Nicolás Raguso
Jorge Nicolás Raguso Sánchez (Montevideo, Uruguay, 2 de enero de 1992) es un futbolista uruguayo. Juega como lateral izquierdo y juega para Club Palestino del Uruguay.

## Trayectoria

### Peñarol
Llegó a Peñarol a los 10 años y realizó toda las divisiones menores. Debutó en el primer equipo de Peñarol durante el Torneo Preparación, que Peñarol disputó con jugadores juveniles. El 9 de mayo de 2012 jugó su primer partido en Primera División en la victoria por 4:1 frente a Rentistas, jugando los noventa minutos del encuentro. Fue titular debido a la suspensión por tarjetas amarillas de Darío Rodríguez, Darío es el ídolo de Nicolás, quien lo manifestó en una conferencia local. Jugó la Copa Libertadores 2013, fue titular contra Deportes Iquique, encuentro que terminó 3-0 a favor de Peñarol. Fue habitual suplente del paraguayo Aureliano Torres. Además jugó la Copa Libertadores 2014.
Luego de no fue tomado en cuenta en Peñarol, fue cedido a préstamo por 6 meses a Rentistas.
A pesar de tener una oferta de Hungría, la cual no aceptó por el tema del idioma, para el 2019 ficha por Pirata FC de la Liga 1. Debuta en la tercera fecha del Apertura en el empate ante Unión Comercio. Su paso por Perú fue una pesadilla, debido al incumplimientos de pagos. Nicolás confesó que tuvo que mandar a pedir dinero a su familia desde Uruguay. Deportivamente descendió de categoría. Jugó un total de 16 partidos.
A inicios del 2020 fichó por el recién ascendido Deportivo Llacuabamba. A final de año desciende de categoría por segundo año consecutivo.

## Clubes
| Club                  | País    | Año         | Part. | Goles | Prom. |
| --------------------- | ------- | ----------- | ----- | ----- | ----- |
| Peñarol               | Uruguay | 2012 - 2014 | 30    | 0     | 0,00  |
| Rentistas             | Uruguay | 2014 - 2015 | 8     | 0     | 0,00  |
| Miramar Misiones      | Uruguay | 2015 - 2016 | 14    | 1     | 0,07  |
| Deportivo Maldonado   | Uruguay | 2016 - 2018 | 41    | 4     | 0,08  |
| Pirata F. C.          | Perú    | 2019        | 18    | 0     | 0,00  |
| Deportivo Llacuabamba | Perú    | 2020        | 24    | 1     | 0,25  |
| Cerro                 | Uruguay | 2021        | 14    | 0     | 0     |
| Rocha                 | Uruguay | 2022        | 1     | 0     | 0     |
| Total                 | Total   | Total       | 150   | 6     | 0,04  |

## Palmarés

### Campeonatos nacionales
| Título              | Club    | País    | Año     |
| ------------------- | ------- | ------- | ------- |
| Campeonato Uruguayo | Peñarol | Uruguay | 2012-13 |

### Torneos nacionales
| Título          | Club    | País    | Año  |
| --------------- | ------- | ------- | ---- |
| Torneo Apertura | Peñarol | Uruguay | 2012 |